# 重庆市教育委员会
重庆市教育委员会，简称重庆市教委，是重庆市人民政府的组成部门、主管重庆市教育工作的省级教育行政部门。